# 拉脱维亚苏维埃社会主义共和国国旗
拉脫維亞蘇維埃社會主義共和國國旗（俄语：Флаг Латвийской ССР）是蘇聯加盟共和國拉脫維亞蘇維埃社會主義共和國使用的國旗。最後一個版本啟用於1953年1月17日。
最初的國旗左上角為鐮刀和錘子，上方以襯線體書有LPSR（國名的拉脫維亞語縮寫）。第二個版本仿照蘇聯國旗，但在下方三分之一加上象徵波羅的海的藍白波紋。與愛沙尼亞苏维埃社会主义共和国國旗不同，其波紋圖案較流暢，而且圖案以下並無紅色旗底。
- 拉脫維亞社會主義蘇維埃共和國 (1918–1920)
- 拉脫維亞蘇維埃社會主義共和國 (1940–1953)
- 拉脫維亞蘇維埃社會主義共和國 (1953-1967)[1]
- 拉脫維亞蘇維埃社會主義共和國 (1953–1990)
- 拉脫維亞共和國 (1990–1991)